# Prociphilus mexicanus
Prociphilus mexicanus är en insektsart. Prociphilus mexicanus ingår i släktet Prociphilus och familjen långrörsbladlöss. Inga underarter finns listade i Catalogue of Life.